# Knut Nordahl
Knut Nordahl (Hörnefors, 13 januari 1920 – Föllinge, 28 oktober 1984) was een Zweeds voetballer, die met het Zweeds voetbalelftal een gouden medaille won op de Olympische Zomerspelen van 1948. Zijn broers Bertil en Gunnar maakten ook deel uit van dat team. Vanwege het feit dat Knut en zijn broers als professional speelden, werden zij niet opgeroepen voor het WK van 1950.
Nordahl speelde achtereenvolgens voor IFK Norrköping, het Italiaanse AS Roma en Degerfors IF. In 1949 werd Knut verkozen tot Zweeds voetballer van het jaar. Gunnar won deze prijs in 1947, en zijn andere broer Bertil in 1948.
Knut Nordahl overleed in 1984 op vierenzestigjarige leeftijd.